# Papilio antimachus
Papilio antimachus (popularmente conhecida, em inglês, giant african swallowtail ou african giant swallowtail; com a antiga denominação científica Druryia antimachus ou Druryeia antimachus) é uma borboleta da família Papilionidae e subfamília Papilioninae, encontrada na região afro-tropical e endêmica da África subsariana, em florestas ombrófilas, de Serra Leoa a Uganda; mas também presente na Guiné, Libéria, Costa do Marfim, Gana, Togo, Nigéria, Camarões, Gabão, República do Congo e República Democrática do Congo, República Centro-Africana, Sudão do Sul e norte de Angola. Foi classificada por Dru Drury em 1782, no volume 3 da obra Illustrations of exotic entomology: containing upwards of six hundred and fifty figures and descriptions of foreign insects, interspersed with remarks and reflections on their nature and properties. É considerada rara e a maior borboleta da África.

## Descrição e hábitos
Esta espécie possui, vista por cima, asas com envergadura máxima de 21 a 25 centímetros, nos espécimes machos, a maior envergadura em sua área de ocorrência; um pouco menos nas fêmeas, que possuem asas mais arredondadas; ambos os sexos com escamas alares principalmente em laranja a vermelho-amarronzado e com um complexo colorido de manchas em marrom-enegrecido, onde se destacam 7 manchas circulares em suas asas posteriores. Vistas por baixo, apresentam asas mais pálidas, amareladas. Segundo William Jacob Holland (1899), ela parece mimetizar borboletas do gênero Acraea (Acraeini).

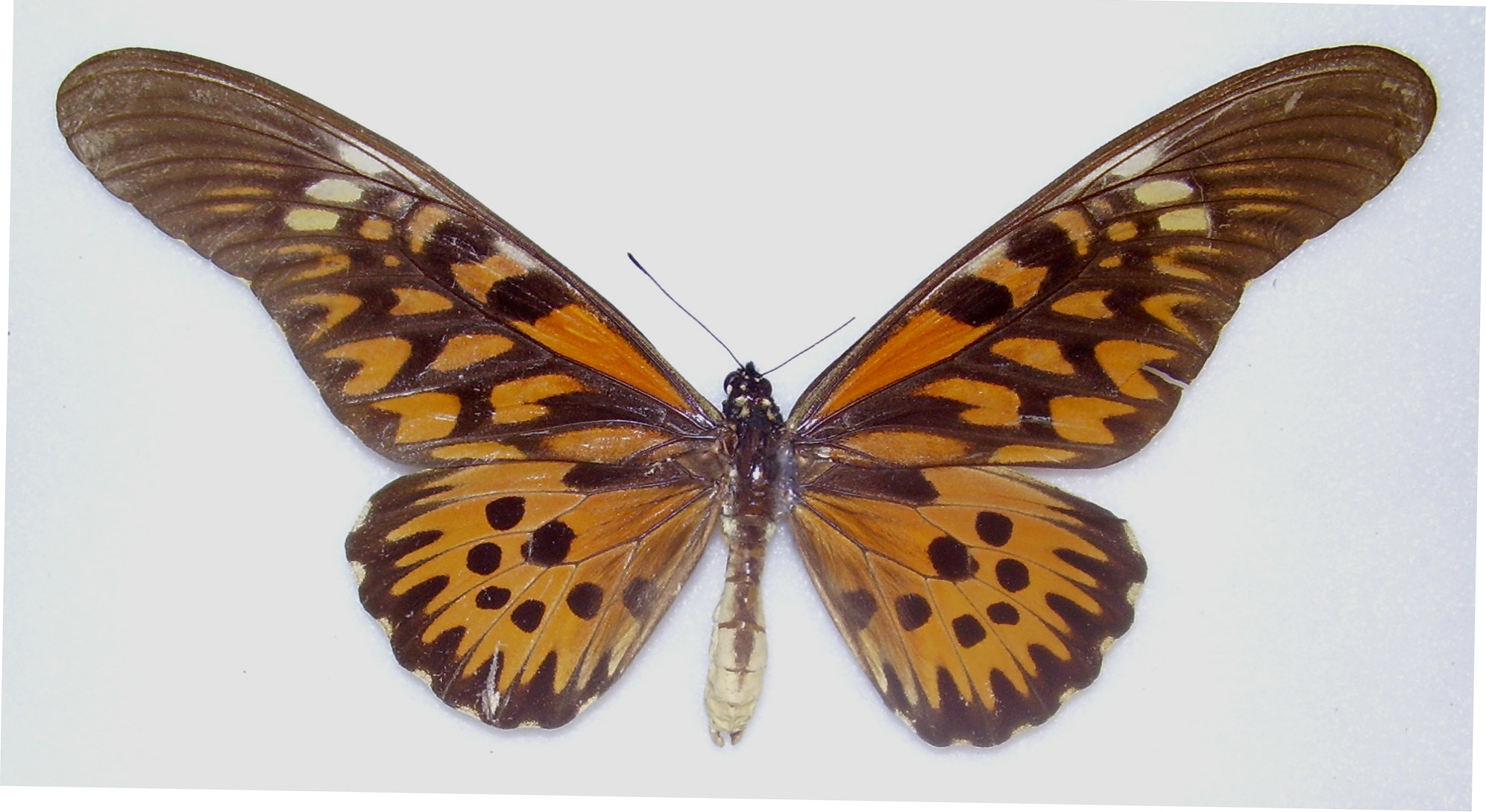
Macho de Papilio antimachus, proveniente da República Centro-Africana.

Embora pouco se saiba sobre a alimentação larvar de Papilio antimachus, sabe-se que ela é uma borboleta venenosa - dito ser grande o suficiente para matar 6 gatos, graças à ação de glicosídeos cardenolidos. Ela também pode pulverizar uma nuvem de produtos químicos com mau cheiro, no ar, se perturbada. Habita floresta primária, voando no dossel florestal. Machos têm sido vistos frequentando clareiras em cumes, defendendo seus territórios contra outros machos. Se alimentam de néctar, em arbustos floridos, e de substâncias retiradas de poças enlameadas, no solo.

## Subespécies
P. antimachus possui duas subespécies:
- Papilio antimachus antimachus - Descrita por Drury em 1782. Holótipo proveniente de Serra Leoa.
- Papilio antimachus parva - Descrita por Jackson em 1956. Holótipo proveniente de Uganda.